# 슈투트가르트 S반
슈투트가르트 S반(독일어: S-Bahn Stuttgart)은 독일 슈투트가르트 광역권에서 운행하는 광역철도 시스템이다. 슈투트가르트 교통조합(Verkehrs- und Tarifverbund Stuttgart, VVS)에 속해 있다. 2018년 기준 월요일부터 금요일까지의 일일 이용객 수는 43만 5000명이다.
노선 규모는 215 km이며, 총 차량 대수는 157편성이다. 연간 1220만 열차·킬로미터를 운행하며 하루에 948회 열차가 운행한다. 2021년 기준 연간 이용객은 6950만 명이다. 주 노선은 지하화된 슈투트가르트 연결선이며, S62 노선을 제외한 모든 노선이 운행한다.
계약 당사자는 슈투트가르트 지역 연합(Verband Region Stuttgart, VRS)이다. 2032년 중반까지 DB 레기오가 영업권을 가지고 있다. DB 레기오는 DB 레기오 바덴뷔르템베르크 아래에 슈투트가르트 S반을 운영하고 있다.

## 참고 문헌
- Olaf Schott u. a.: Die Bilanz. 25 Jahre Planung und Bau der S-Bahn Stuttgart. Kohlhammer, Stuttgart 1993, ISBN 3-925565-03-5.
- Wolfgang Arnold u. a.: Der Tunnel. Verbindungsbahn der S-Bahn Stuttgart. Dokumentation ihrer Entstehung. Kohlhammer, Stuttgart 1985, ISBN 3-925565-01-9.
- Bernd M. Beck: Eisenbahnen in Stuttgart. (Eisenbahn-Journal Sonderausgabe, III/94). H. Merker Verlag, Fürstenfeldbruck 1994, OCLC 165109020.
- Bundesbahndirektion Stuttgart (Hrsg.): 1803–1978. Vom Boten zur Stuttgarter S-Bahn. Eine Illustrierte zur Eröffnung der Stuttgarter S-Bahn am 1. Oktober 1978. Eigenverlag BD Stuttgart, Stuttgart 1978.